# Black Metal (album)
A Black Metal a brit Venom második nagylemeze, amely 1982. november 1-jén jelent meg. Az extrém metal egyik legfontosabb lemeze, amelynek hatása a thrash metal-on, a black metal-on és a death metal-on egyaránt érződik. Erről a lemezről kapta nevét a 90-es évek elején tetőző black metal mozgalom. Manapság azonban inkább thrash-nek tartják, mint black metal albumnak. Az album olyan előadókat inspirált, mint a Slayer, a Possessed, a Metallica, a Bathory, a Vader vagy a Mayhem. Az album bekerült az 1001 lemez, amit hallanod kell, mielőtt meghalsz című könyvbe is.

## Az album dalai
| 1. | Black Metal      | Tony Bray, Jeffrey Dunn, Conrad Lant | 3:40 |
| 2. | To Hell and Back | Bray, Dunn, Lant                     | 3:00 |
| 3. | Buried Alive     | Bray, Dunn, Lant                     | 4:16 |
| 4. | Raise the Dead   | Bray, Dunn, Lant                     | 2:45 |
| 5. | Teacher's Pet    | Bray, Dunn, Lant                     | 4:41 |

| 1. | Leave Me in Hell             | Bray, Dunn, Lant | 3:33 |
| 2. | Sacrifice                    | Bray, Dunn, Lant | 4:27 |
| 3. | Heaven's on Fire             | Bray, Dunn, Lant | 3:40 |
| 4. | Countess Bathory             | Bray, Dunn, Lant | 3:44 |
| 5. | Don't Burn the Witch         | Bray, Dunn, Lant | 3:20 |
| 6. | At War with Satan (előzetes) | Dunn, Lant       | 2:14 |

## Közreműködők
- Cronos – basszusgitár, ének
- Mantas – gitár
- Abaddon – dob